# Єпархія Марамурешу
Єпархія Марамурешу (лат. Eparchia Maramuresensis, рум. Eparhia de Maramureș) — єпархія Румунської греко-католицької церкви з центром у місті Бая-Маре, Румунія.

## Історія

Територія єпархії поширюється на північ країни

Єпархія Марамурешу була утворена 5 червня 1930 року папською буллою «Solemni Conventione» на території, виділеній з архієпархії Фаґараша і Альба-Юлії та єпархій Клуж-Ґерли і Ораді.

## Сучасний стан
Єпархія об'єднує парафії на півночі Румунії. З 2011 року єпархію очолює єпископ Васіле Бізеу. Катедральний собор єпархії — собор Успіння Пресвятої Богородиці.
За даними на 2016 рік єпархія налічувала 52 502 вірних, 167 парафій і 150 священиків.
На території єпархії Марамурешу знаходяться два деканати (Буковинський і Марамуреський) Українського греко-католицького вікаріяту.

## Єпископи
- Александру Русу (17 жовтня 1930 — 9 травня 1963), з 1948 року — підпільний єпископ
- Йоан Драґомір (1963—1985), підпільний
- Лучіан Мурешан (з 1985 — підпільний єпископ, 14 березня 1990 — 4 липня 1994 номінований архієпископом Фаґараша і Альба-Юлії)
- Йоан Шішештян (20 липня 1994 — 12 квітня 2011)
- Васіле Бізеу (з 11 червня 2011)